# Poartă stelară

Poartă stelară

Poarta stelară este un dispozitiv de călătorie la mare distanță în formă de portal, folosit în universul imaginar din franchiza Stargate.
Apare pentru prima dată în filmul Stargate din 1994.
Porțile stelare sunt inele mari (6,7 metri diametru și 29.000 kg.) formate dintr-un material superconductor fictiv numit "Naqahdah".

## Funcționare

Această diagramă arată modul în care simbolurile porţii se translatează în coordonate fizice (spaţiale).

Filmul Stargate trece foarte repede peste explicațiile cum funcționează poarta și cum este operată, dar continuările filmului prezintă o cantitate mare de detalii. În SG-1 se explică că destinația unei porți nu este fixă, dar este marcată printr-un proces cunoscut sub numele de "apelare".
Odată ce o anume destinație este selectată de călător, poarta generează o gaură de vierme între ea și un dispozitiv complementar aflat la destinație (o altă poartă), fiind alimentată cu cantități mari de energie.
Obiectele aflate în tranzit între porți sunt desfăcute în componentele lor chimice individuale și transformate în energia care poate trece dinolo de linia orizontului într-o gaură de vierme, înainte de a fi reconstituite în cealaltă parte, la destinație.
Fiecare locație deservită de o poartă stelară are propria sa "adresă" unică, care este o combinație de șapte sau mai multe simboluri nerepetabile care se folosesc în timpul "apelării" porții.
De exemplu pentru a ajunge pe Abydos de pe Pământ trebuie apelată adresa planetei Abydos (prin activarea simbolurilor în ordinea):
și apoi activarea punctului de origine (aici Pământul)

## Simbolurile de pe poarta stelară de la Giza
| Poziție | Glifă | Costelație          | Poziție | Glifă | Costelație      | Poziție | Glifă | Costelație     |
| ------- | ----- | ------------------- | ------- | ----- | --------------- | ------- | ----- | -------------- |
| 1       |       | Punctul de origine* | 14      |       | Microscopul     | 27      |       | Taurul         |
| 2       |       | Cupa                | 15      |       | Capricornul     | 28      |       | Auriga         |
| 3       |       | Fecioara            | 16      |       | Peștele Austral | 29      |       | Eridanul       |
| 4       |       | Boarul              | 17      |       | Calul Mic       | 30      |       | Orion          |
| 5       |       | Centaurul           | 18      |       | Vărsătorul      | 31      |       | Câinele Mic    |
| 6       |       | Balanța             | 19      |       | Pegas           | 32      |       | Unicorn        |
| 7       |       | Șarpele             | 20      |       | Sculptorul      | 33      |       | Gemenii        |
| 8       |       | Echerul             | 21      |       | Pești           | 34      |       | Hidra          |
| 9       |       | Scorpionul          | 22      |       | Andromeda       | 35      |       | Linxul         |
| 10      |       | Coroana Australă    | 23      |       | Triunghiul      | 36      |       | Racul (Cancer) |
| 11      |       | Scutul              | 24      |       | Berbecul        | 37      |       | Sextantul      |
| 12      |       | Săgetătorul         | 25      |       | Perseu          | 38      |       | Leul Mic       |
| 13      |       | Vulturul            | 26      |       | Balena          | 39      |       | Leul           |

*Acest simbol este prezent doar pe poarta terestră descoperită la Giza. În film Dr. Jackson o interpretează ca fiind o reprezentare a Soarelui în partea de sus a unei piramide. Fiecare poartă stelară are un punct de origine diferit.
|  |  |

## Simbolurile de pe poarta stelară din Atlantis
| Poziție | Glifă | Constelație | Poziție | Glifă | Constelație                                  | Poziție | Glifă | Constelație |
| ------- | ----- | ----------- | ------- | ----- | -------------------------------------------- | ------- | ----- | ----------- |
| 1       |       |             | 13      |       |                                              | 25      |       | Rdehi       |
| 2       |       |             | 14      |       |                                              | 26      |       |             |
| 3       |       | Alura       | 15      |       |                                              | 27      |       |             |
| 4       |       |             | 16      |       |                                              | 28      |       |             |
| 5       |       |             | 17      |       |                                              | 29      |       |             |
| 6       |       | Ecrumig     | 18      |       |                                              | 30      |       |             |
| 7       |       |             | 19      |       | Subido (punctul de origine pentru Atlantis)† | 31      |       |             |
| 8       |       |             | 20      |       | Salma                                        | 32      |       | Gilltin     |
| 9       |       | Terra       | 21      |       |                                              | 33      |       |             |
| 10      |       |             | 22      |       |                                              | 34      |       |             |
| 11      |       |             | 23      |       |                                              | 35      |       |             |
| 12      |       | Arami       | 24      |       |                                              | 36      |       |             |

## Stargate Universe

### Simbolurile de pe poarta stelară aflată pe nava Destiny
| 1 |  |  | 10 |  |                     | 19 |  |  | 28 |  |  |
| 2 |  |  | 11 |  |                     | 20 |  |  | 29 |  |  |
| 3 |  |  | 12 |  |                     | 21 |  |  | 30 |  |  |
| 4 |  |  | 13 |  |                     | 22 |  |  | 31 |  |  |
| 5 |  |  | 14 |  |                     | 23 |  |  | 32 |  |  |
| 6 |  |  | 15 |  |                     | 24 |  |  | 33 |  |  |
| 7 |  |  | 16 |  | Simbolul de origine | 25 |  |  | 34 |  |  |
| 8 |  |  | 17 |  |                     | 26 |  |  | 35 |  |  |
| 9 |  |  | 18 |  |                     | 27 |  |  | 36 |  |  |